# Pistorinia
Pistorinia là một chi thực vật có hoa trong họ Crassulaceae.